# Fairphone
Fairphone B.V. ist eine niederländische Gesellschaft mit beschränkter Haftung mit eingetragenem Sitz in Amsterdam. Das Unternehmen entwickelte unter der Leitung von Bas van Abel und Eva Gouwens bisher sechs Smartphones (Stand: 2023), die ebenfalls den Namen „Fairphone“ tragen. 
Seit 2023 werden mit den Fairbuds auch kabellose Kopfhörer angeboten.
Ziel ist es, die Geräte unter möglichst fairen Bedingungen herzustellen. Weiterhin werden einige der verbauten Metalle oder deren Rohstoffe (z. B. Zinn, Tantal, Wolfram oder Gold) aus Minen bezogen, die nicht in die Finanzierung von Bürgerkriegen verwickelt sind. Mit dem Fairphone 2 brachte die Gesellschaft zudem das weltweit erste modulare Smartphone auf den Markt. Die Geräte gehören infolgedessen zur Green IT.

## Hintergrund
Die Produktion von Mobiltelefonen (sowie anderen elektronischen Geräten) steht wegen der Arbeitsbedingungen in den Herstellerbetrieben wie Foxconn in der Kritik. Zudem werden einige der zur Herstellung benötigten Rohstoffe und Metalle (z. B. Coltan, Cobalt, Zinn) in Minen abgebaut, die von Warlords kontrolliert werden, welche damit Armeen und Bürgerkriege finanzieren. Um diese finanzielle Unterstützung der Warlords zu vermeiden, ist eine transparente Lieferkette dieser Konfliktrohstoffe notwendig, die meist nur eingeschränkt gegeben ist.

## Geschichte
Das Projekt Fairphone entstand 2010 im Fablab des Forschungsinstituts Waag Society in Amsterdam. Nachdem es zweieinhalb Jahre erfolgreich verlaufen war, wurde im Januar 2013 das Unternehmen Fairphone B.V. mit anfänglich sieben Mitarbeitern gegründet. Die derzeit 118 Mitarbeiter sind überwiegend in Amsterdam beschäftigt.
Fairphone B.V., auf der Webseite auch einfach als Fairphone bezeichnet, möchte auf die oben angesprochenen Probleme bei der Herstellung von Mobiltelefonen aufmerksam machen. Durch die Herstellung des Smartphones, das ebenfalls den Namen Fairphone trägt, will die Stiftung der Industrie Denkanstöße geben, um die Missstände zu umgehen und somit die Ausbeutung der Minen zumindest verringern. Dem Unternehmen ist bewusst, dass es zurzeit (Stand: 2015) kein Telefon rein aus fair gehandelten Rohstoffen herstellen kann. Ziel des Unternehmens ist die Entwicklung eines Mobiltelefons, das möglichst viele gute Beispiele (best practices) für faire Produktion in sich vereint.
Produzieren lässt Fairphone B.V. in China. Für das Recycling steht bislang ein Rücknahmesystem in den Niederlanden zur Verfügung; außerdem wird das Projekt Closing the Loop unterstützt, das Elektronikschrott aus Afrika zurück nach Europa holt und ordnungsgemäß wiederverwertet.
Seit Oktober 2018 wurde das Unternehmen von Eva Gouwens geleitet, die Fairphone-Gründer van Abel ablöste.
Beim Fairphone 2 bot das Unternehmen neben dem vorinstallierten Android, genannt Fairphone OS, auch eine Open-Source-Variante, die Fairphone Open OS bezeichnet wurde und ohne Google-Dienste auskam, aber vom Benutzer manuell installiert werden musste. Für das Fairphone 3 wird eine solche Google-freie Version nicht mehr angeboten. Das Unternehmen erlaubt und unterstützt die Installation anderer Betriebssysteme, dazu ist es nötig den Bootloader zu entsperren, wobei die volle Garantie erhalten bleibt, solange es möglich ist, auf das originale Fairphone OS zurückzukehren. Im April 2020 kündigte die e.Foundation an, als Alternative zu Android das Open-Source-basierte Betriebssystem /e/ für Fairphone 2 und 3 anzubieten. /e/ basiert auf LineageOS, das wiederum auf das Android Open Source Project (AOSP) zurückgeht. Auch auf den Nachfolgemodellen wie Fairphone 4 oder 5 haben die Nutzer die Möglichkeit, Google-Freie Systeme wie LineageOS zu installieren und zu nutzen. Die Unterstützung der Google-Dienste kann aber vom Anwender zusätzlich und durch nachträgliche Installation des Frameworks (Gapps) erfolgen.
Nach mehreren verlustreichen Jahren machte Fairphone 2020 Gewinn. 2021 wurde Fairphone Mitglied der Right-to-Repair-Kampagne.
2023 wurde der erste kabellose Kopfhörer mit Bügel Fairbuds XL angeboten. Weiter erschienen die In-Ear-Kopfhörer Fairbuds. Alle können vom Benutzer repariert werden.
Am 1. September 2023 löste Noud Tillemans Eva Gouwens, die aus privaten Gründen zurückgetreten ist, als CEO ab. Er war vorher CFO des Unternehmens. Er möchte den CEO-Posten nach Möglichkeit nicht dauerhaft bekleiden und sucht nach einem Nachfolger, den er gerne 2024 präsentieren möchte. Gleichzeitig strebt er ein starkes Wachstum von Fairphone an.

## Lieferkette und Produktionsbedingungen

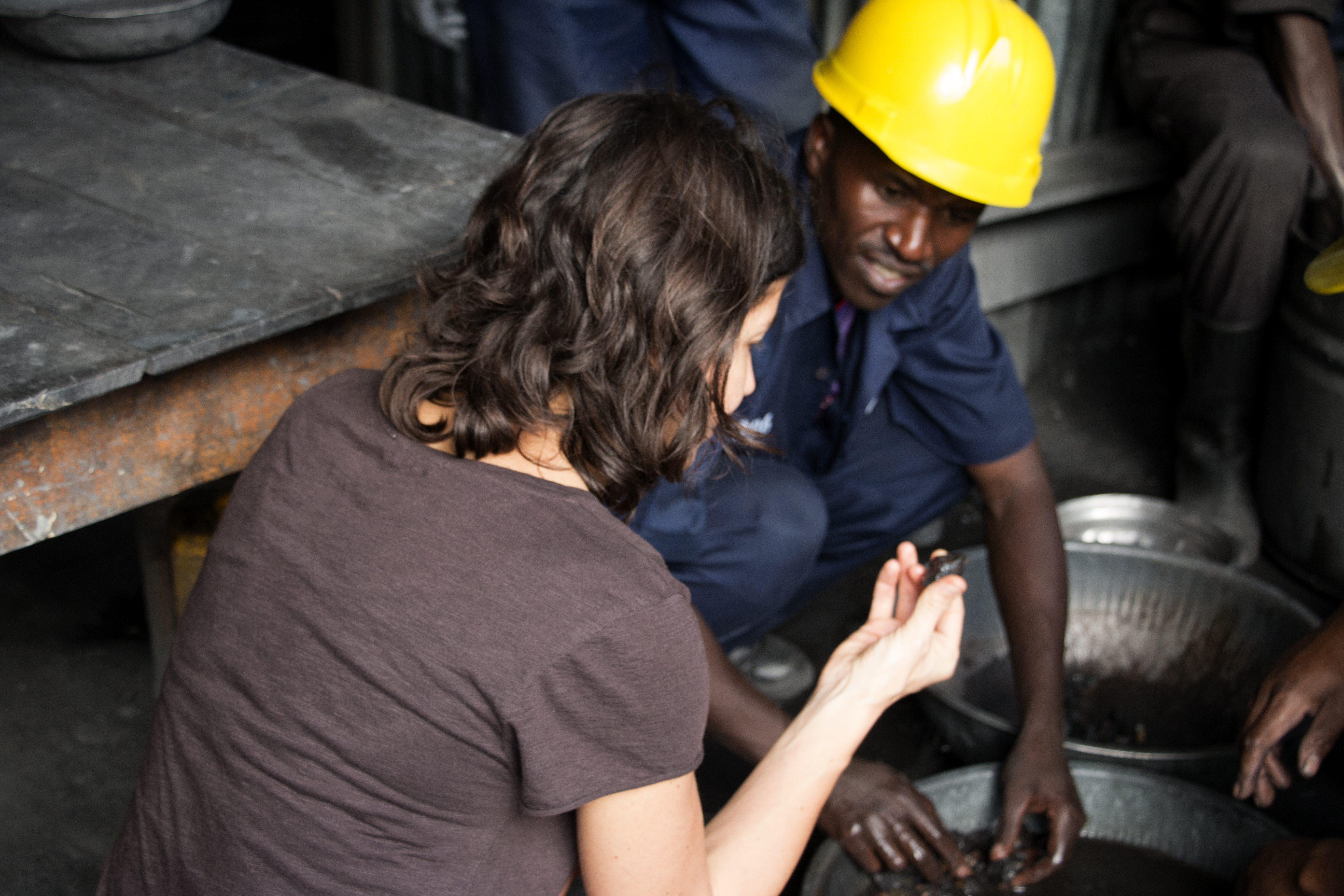
Mitarbeiter der Fairphone B.V. besichtigen die Minen

Das Fairphone soll möglichst ohne Ausbeutung von Personen und mit möglichst geringem Schaden für die Umwelt produziert werden (Green IT). Dabei werden mehrere Aspekte berücksichtigt:
- Müllvermeidung durch Haltbarkeit, lange Wartung, günstige Reparaturmöglichkeit, Dual-SIM-Fähigkeit und Recycling-Programm
- Verwendung konfliktfreier Rohstoffe (Tantal, Zinn, Gold und Wolfram, Stand: Juni 2016) aus geprüften Minen in armen Gebieten, anstatt auf Minen in Industrieländern auszuweichen
- Faire Produktionsbedingungen in den Fabriken durch Zusammenarbeit mit dem chinesischen Auftragsfertiger

Um diese Ziele zu erreichen, arbeiten die Entwickler mit verschiedenen gemeinnützigen Organisationen zusammen und haben eine Zinnmine im Kongo besucht, um sich selbst ein Bild von den Arbeitsbedingungen zu machen. Plan des Unternehmens ist, in mittlerer Zukunft ihre Zulieferer anzuhalten, ebenfalls für faire Arbeitsbedingungen zu sorgen.
Fairphone unterstützt die „Conflict-Free Tin Initiative“, welche ein Entwicklungshilfeprojekt für den Kongo ist, an dem sich aber auch andere Unternehmen wie Blackberry, HP, Motorola oder Nokia beteiligen. Ähnliches gilt für Tantal, wo Fairphone das von Motorola gegründete Projekt „Solutions for Hope“ unterstützt, an dem sich wiederum viele andere Elektronik-Hersteller beteiligen. 2016 wurden Metallerze für Zinn, Tantal und Wolfram konfliktfrei gefördert, Gold auf Fairtrade-Niveau. Für das Fairphone 2 wurde 2018 die Produktionskette offengelegt.
Stiftung Warentest bewertete die Unternehmensverantwortung im September 2021 mit Gut und bezeichnete das Unternehmen genauso wie Shiftphone als Vorreiter in Sachen Sozial- und Umweltengagement. Fairphone überzeuge mit einer sehr guten Unternehmenspolitik und belege deren Umsetzung im Test sehr transparent.

## Smartphones
|  |

Die Gesellschaft brachte bisher folgende Smartphones unter dem Namen Fairphone auf den Markt:
- Fairphone First Edition, Modell FP1, auch Fairphone 1 (2013 – 2014; unterstützt bis 2017)
- Fairphone First Edition (oder Fairphone 1) Second Batch (Deutsch zweite Charge), Modell FP1U (2014 – 2015; unterstützt bis 2017)
- Fairphone 2, Modell FP2 (2016 – 2019; unterstützt bis 2023)
- Fairphone 3 (vorgestellt am 27. August 2019)
- Fairphone 3+ (vorgestellt August 2020)
- Fairphone 4 (vorgestellt am 30. September 2021)[4]
- Fairphone 5 (vorgestellt am 30. August 2023)[39]

Bis zum Fairphone 4 wurden etwa 350.000 Fairphone-Geräte verkauft. 2021 wurden knapp 88.000 Fairphones verkauft, davon knapp 35.000 des erst im Herbst des Jahres vorgestellten Fairphone 4. Im Jahr 2022 wurden 11.925 Fairphone 3 und 103.756 Fairphone 4 verkauft.
Seit 2023 werden mit den Fairbuds auch kabellose Kopfhörer angeboten. Es gibt einen Kopfhörer mit Bügel sowie In-Ear-Hörer.

### Fairphone First Edition
Das Fairphone First Edition war ein an Fairphone B.V. lizenziertes Modell, dessen Design leicht modifiziert wurde. Es wurde von Changhong in China gefertigt. Als Betriebssystem diente Android 4.2 „Jelly Bean,“ das von Kwamecorp um einen eigenen Launcher und Zusatzprogramme erweitert wurde.
Ab dem 14. Mai 2013 konnte das Fairphone FP1 zum Preis von 325 Euro (entspricht inflationsbereinigt 2025 rund 416 €) vorbestellt werden. Von Ende Dezember 2013 bis Ende Januar 2014 fand die verzögerte Auslieferung von 25.000 teils vorbestellten Exemplaren statt.
Da die Reaktion in der Presse durchweg positiv ausfiel und weiter Interesse an dem Modell bestand, konnten ab Mai 2014 Geräte eines zweiten Loses, dem Fairphone FP1U, zum Preis von 310 Euro (inflationsbereinigt 2025 ca. 393 €) vorbestellt werden. Von diesem wurden 35.000 Stück produziert und die insgesamt ca. 23.000 Vorbestellungen zwischen Juli und September 2014 ausgeliefert.
Zu den Besonderheiten dieses ersten Modells, später auch „Fairphone 1“ bezeichnet, zählt auch die Dual-SIM-Möglichkeit. Ansonsten hatte es mit einem 16 GB großen Flashspeicher, zwei Kameras und einem microSDHC-Slot eine übliche Ausstattung im damaligen Mittelfeld.
Obwohl das erklärte Ziel Langlebigkeit und damit eine lange Unterstützung seitens von Fairphone B.V. war, informierte die Gesellschaft am 11. Juli 2017 die Käufer darüber, dass das Upgrade auf Android 4.4 aufgegeben wurde und auch der Support mit Ersatzteilen für dieses Modell eingestellt ist.

#### Kritik an First Edition
Beim Fairphone 1 wurde an einigen Stellen kritisiert, dass das Fairphone 1 keine wirklich fairen Elemente enthielte und sich im Prinzip kaum von vielen herkömmlichen Smartphones unterscheide. Weiter wurde angeführt, dass man für die Rohstoffe den Begriff „konfliktfrei“ keinesfalls mit „fair“ gleichsetzen könne, da ersterer nichts über die Arbeitsbedingungen, etwa den Einsatz von Kinderarbeit, aussagen würde. Ewa Gouwens sprach bei der Vorstellung vom Fairphone 3 davon, dass das Unternehmen nicht behaupte, „dass wir einhundert Prozent faire Smartphones herstellen. Wir nennen das Fairphone 3 ein faireres Handy.“ „Konsumenten können dann durch ihre Kaufwahl die Entwicklung mitlenken. Und die Regierung sollte gute Ausgangsbedingungen und Chancengerechtigkeit schaffen. Aber die Produzenten von Marken tragen auf jeden Fall eine sehr große Verantwortung.“
Die Kritik am Fairphone 1, dass einzig Googles Betriebssystem Android darauf lief und Alternativen wie Ubuntu Touch oder SailfishOS ausblieben, trifft auf das Fairphone 2 und Fairphone 3 nicht mehr zu.

### Fairphone 2
Was beim Fairphone 1 nicht richtig lief, sollte beim zweiten Modell besser gemacht werden. Vor allem die Aufrechterhaltung der Verfügbarkeit von Ersatzteilen stellte sich beim Fairphone 1 als schwierig heraus, da es sich um ein Lizenzprodukt handelte. Daher wurde das Fairphone 2 in Eigenregie entworfen, und es wurden Teile verwendet, deren Verfügbarkeit möglichst lange sichergestellt werden kann. Auch sollte damit das Update-Debakel vom ersten Fairphone (das nicht über Android-Version 4.2 hinaus gekommen war) verhindert werden – die Kontrolle über die Android-Unterstützung der verbauten Komponenten musste nicht mehr über den Auftragsfertiger abgewickelt werden, sondern die Komponenten konnten durch das eigene Design gezielt für eine lange Unterstützung direkt mit dem Hersteller ausverhandelt werden.
Des Weiteren wurde durch einen modularen Aufbau ein noch einfacherer Austausch von beschädigten Teilen sichergestellt und auch zukünftige Upgrades ermöglicht.
Von Mitte Juli bis Ende September 2015 schaffte Fairphone B.V. für das Fairphone 2, das am 16. Juni 2015 erstmals der Öffentlichkeit präsentiert wurde, 17.418 Vorbestellungen zum Preis von 525 € und erreichte somit das Crowdfunding-Ziel, um mit der Produktion beginnen zu können. Kurz vor Weihnachten 2015 begann die Auslieferung nach einiger Verzögerung. Das Fairphone 2 war somit das weltweit erste modulare Smartphone noch vor dem Project Ara von Google.
Als Betriebssystem diente anfangs Android 5.1 „Lollipop“, ab April 2017 Version 6.0.1 „Marshmallow“, und ab November 2018 stand Version 7.1.2 „Nougat“ zur Verfügung. Das Upgrade auf Android 7 war mit größerem Aufwand verbunden, da es keine offiziellen Treiber für den SoC Snapdragon 801 gab. Im März 2021 begann der Rollout des Betriebssystems Android 9 „Pie“. Sicherheitsaktualisierungen entfallen ab April 2023, womit das Fairphone 2 einen Unterstützungszeitraum von sieben Jahren hatte. Dies ist ein im Vergleich mit maximal vier Jahren von anderen Herstellern ein sehr langer Zeitraum.

### Fairphone 3 / Fairphone 3+
Am 27. August 2019 wurde der Launch des Fairphone 3 angekündigt. Das seit dem 3. September 2019 bestellbare Gerät kostet 450 €  und ist wahlweise über den Shop des Herstellers oder bspw. von mobilcom-debitel beziehbar. Mit dem 64-Bit-fähigen ARM-Prozessor Snapdragon 632, 4 GB Arbeitsspeicher, 64 GB Flash-Speicher und dem 5,7-Zoll-Gorilla-Glas-Display hat es Mittelklasse-Ausstattung (vergleichbar z. B. mit dem Moto G7 von Motorola, das Ende 2019 weniger als 300 € kostete). Es besteht abermals aus sieben Modulen, die eine leichte Reparatur garantieren sollen, und kommt ab Werk mit Android 9 „Pie“. Fairphone B.V. garantiert fünf Jahre Support. Ab Mai 2020 gibt es das Fairphone 3 auch über den Online-Store der e.Foundation um 480 Euro, mit vorinstalliertem /e/, einem Google-freien Android.
Das Fairphone 3 lässt sich nach einem Upgrade der beiden Module für die Front- und Rückkamera, das im August 2020 vorgestellt wurde, auf denselben Stand wie das Fairphone 3+ umbauen, ohne dass Spezialwerkzeug notwendig ist.

### Fairphone 4
Ende Oktober 2021 fand der offizielle Verkaufsstart statt. Es hat einen Snapdragon-Prozessor 750G von Qualcomm und unterstützt die fünfte Mobilfunk-Generation 5G. Der 6,3 Zoll große Full-HD-Plus-Bildschirm ist aus sogenanntem Gorilla-Glas. Die Kamera hat zwei Objektive, die Hauptkamera ist optisch bildstabilisiert und hat einen Laser-Autofokus. Es wird mit 6 Gigabyte RAM und 128 GB internen Speicher oder wahlweise mit 8 GB RAM und 256 GB internem Speicher angeboten. Außerdem kann man kabellose Ohrhörer aus 30 Prozent recyceltem Kunststoff dazu kaufen. Die IEC stuft das Fairphone 4 als staub- und spritzwassergeschützt ein (IP54).
Weil für das Fairphone 4 teilweise Rohstoffe aus der DR Kongo bezogen werden, findet sich am Hauptprozessor ein Abbild des Landes in Weiß.

### Fairphone 5

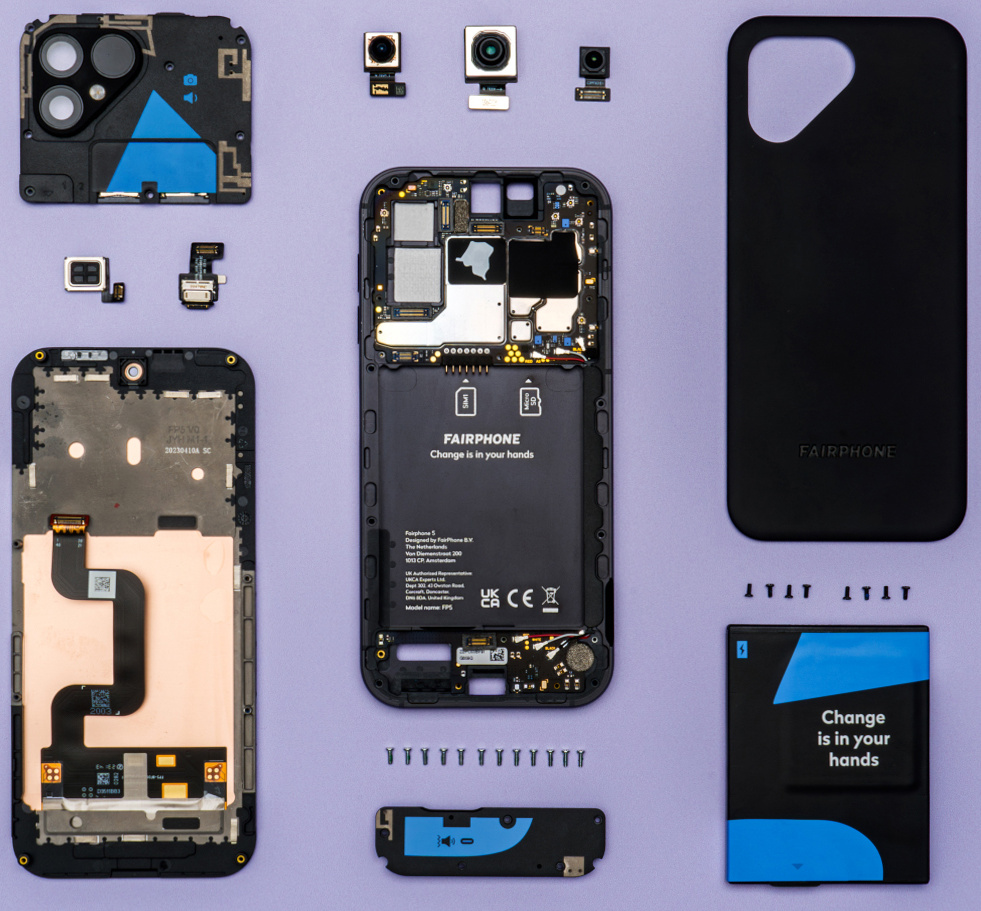
Fairphone 5, modularer Aufbau

Am 30. August 2023 wurde das Fairphone 5 vorgestellt. Seitdem war es vorbestellbar, am 14. September desselben Jahres startete der Versand. Das Gerät wird mit Android 13 ausgeliefert, Fairphone verspricht, auch wegen des Qualcomm QCM6490 Chipsets, bis mindestens 2031 Softwareaktualisierungen zu liefern. Der Speicher hat eine Größe von 256 GB. Für das Gerät gibt es fünf Jahre Herstellergarantie. Im Vergleich zum Vorgängermodell ist der Bildschirm des Fairphone 5 größer und der Rand schmaler, wobei es sich um ein OLED-Display handelt, zuvor war ein LC-Display eingebaut. Das Gehäuse hat einen Aluminiumrahmen. Der Akku ist mit 4200 mAh größer als der des Vorgängermodells. Das Smartphone hat zwei hochauflösende 50-Megapixel-Sensoren von Sony, die lichtstärker sind und eine bessere Foto- und Videoqualität als beim Vorgängermodell liefern. Die Kamera hat unter anderem einen Porträtmodus sowie Zeitlupe/Zeitraffer. Darüber hinaus ist das Gerät gegen Strahlwasser (IP55) geschützt.

### Fairphone (Gen. 6)
Am 25. Juni 2025 wurde die 6. Generation des Fairphones unter dem Namen Fairphone (Gen. 6) vorgestellt. Zu den wichtigsten Neuerungen zählt der „Moments-Switch“, ein Schalter am Gerät der ein Moments-Profil aktiviert, eine Art Fokus-Modus, welcher nur 5 Apps umfasst und frei von Ablenkung sein soll.

## Vertrieb
Der Vertrieb erfolgte zu Beginn direkt über den Webshop von Fairphone B.V., die Lieferung war auf Europa beschränkt. Der niederländische Mobilfunkprovider KPN kaufte 1.000 Stück des Fairphone FP1 und vertrieb sie zusammen mit einem Mobilfunkvertrag.
Im Oktober 2013 kündigte Fairphone an, das Fairphone 2 ab 2016 auch für außereuropäische Märkte zu vertreiben. In Europa wird es seit Marktstart 2016 auch von zusätzlichen Partnern vertrieben, darunter neben KPN in den Niederlanden auch Mobilcom-Debitel in Deutschland, Swisscom in der Schweiz, T-Mobile in Österreich, Orange in Frankreich, Media World in Italien und The Phone Co-op in Großbritannien.
Im August 2018 schloss Fairphone eine erfolgreiche Crowdfunding-Finanzierung in Höhe von 2,5 Millionen Euro ab. Das Geld soll zur Finanzierung des laufenden Geschäftsbetriebs sowie dessen Ausweitung verwendet werden.
Inzwischen (2024) sind Fairphones über zahlreiche Online-Händler erhältlich.

## Auszeichnungen
- Während der UN-Klimakonferenz in Paris 2015 wurde Fairphone als Vorbild für den Wandel zu mehr Nachhaltigkeit und Umweltverträglichkeit von den Vereinten Nationen ausgezeichnet.[73]
- Dem Fairphone 2 wurde im Oktober 2016 als erstem Smartphone das Nachhaltigkeitssiegel Blauer Engel vom deutschen Bundesumweltministerium und der Jury Umweltzeichen verliehen.[74]
- Am 30. Oktober 2016 wurde dem Fairphone-Gründer Bas van Abel der Umweltpreis der Bundesstiftung Umwelt („Deutscher Umweltpreis“) verliehen.[75]
- Ebenfalls im Oktober 2016 erhielt das Fairphone den Lovie-Award[76] und den Europäischen Umweltpreis für Unternehmen.[77]
- In einer Greenpeace-Untersuchung 2017 erreichte Fairphone den ersten Platz.[78]
- Am 16. Juni 2018 wurde Bas van Abel der Weltwirtschaftliche Preis des Instituts für Weltwirtschaft in Kiel verliehen.
- Im Juni 2018 erhielt der Fairphone-Gründer Bas van Abel den Trigos-Ehrenpreis.[79]
- Anfang 2022 wurde das Fairphone 4 als zweites Smartphone überhaupt – nach dem Fairphone 2 – mit dem Blauen Engel ausgezeichnet.[40]

## Ähnliche Projekte
- Die Shift GmbH in Nordhessen lässt das nachhaltig und fair produzierte Shiftphone herstellen.